# レディトロン

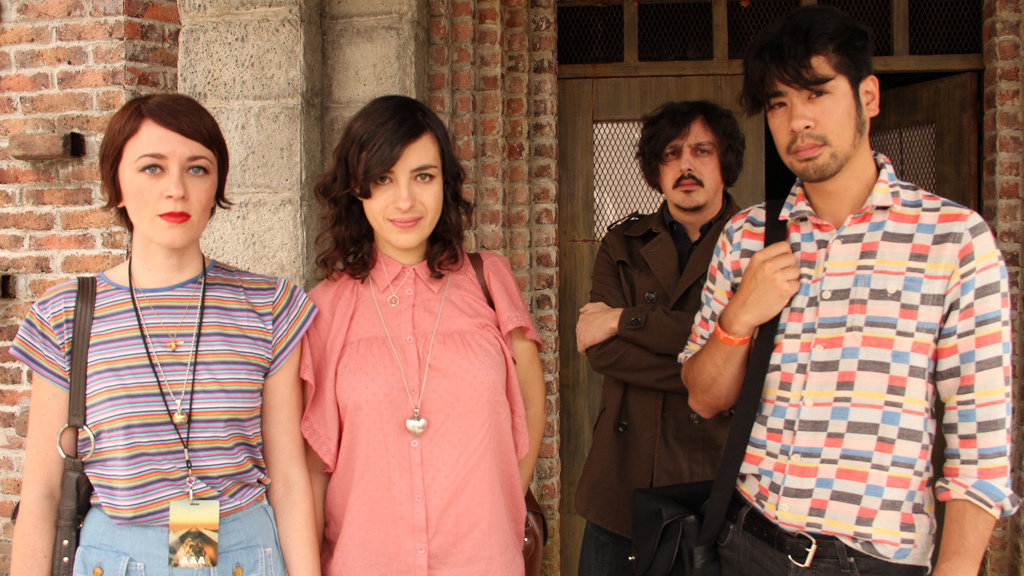
左からヘレン、ミラ、ダニエル、ルーベン (2011年)

レディトロン (Ladytron)はイギリス・リヴァプール出身のエレクトロ・ポップグループ。1999年結成。

## 概要
無機質なエレクトロ・ポップのサウンドにニュー・ウェイヴやシューゲイザーの要素を掛け合わせたサウンドを鳴らすことで知られる。レディトロン自身は自分たちのサウンドを「エレクトロニック・ポップ」と表現している。歌詞は英語と、ブルガリア人ボーカリストであるミラ・アロヨの書くブルガリア語で綴られる。
バンド名はロキシー・ミュージックのデビューアルバム、『ロキシー・ミュージック』の収録曲名から採られた。ロキシー・ミュージックのメンバーだったブライアン・イーノは、レディトロンは「英国ポップ・ミュージックのベストである」と賞賛している。
外部ミュージシャンとのコラボレーション活動も旺盛で、デイヴ・ガーン、ゴールドフラップ、プラシーボ、ギャング・オブ・フォー、ブロック・パーティ、ナイン・インチ・ネイルズといった多数のアーティストの楽曲リミックスも行っている。
2004年頃になるまで、バンドは映画『アンドロメダ…』からインスパイアされたお揃いの制服を着てパフォーマンスを行っていた。

## メンバー

### 現メンバー
- ヘレン・マーニー (Helen Marnie) - ボーカル、キーボード
- ミラ・アロヨ (Mira Aroyo) - ボーカル、キーボード
- ダニエル・ハント (Daniel Hunt) - キーボード、ギター、ベース

### 旧メンバー
- ルーベン・ウー (Reuben Wu) - キーボード

## 来歴

### 活動初期
90年代、リヴァプールで活動していた音楽プロデューサー兼DJのダニエル・ハントと、インダストリアルデザインを学ぶ学生だったルーベン・ウーが出会い、レディトロンが結成された。1999年7月、ゲストボーカルを迎えて録音されたシングル"He Took Her to a Movie"でデビュー。同年夏に2人は当時学生だったグラスゴー出身のヘレン・マーニーと、共通の知人からブルガリア人学生だったミラ・アロヨに出会い、現在のバンド編成が完成する。12月に日本限定EPMiss Black and Her Friends、翌年6月にCommodore Rock、10月にMu-Tron EPをリリースするなど精力的に活動。

### デビューアルバム以降

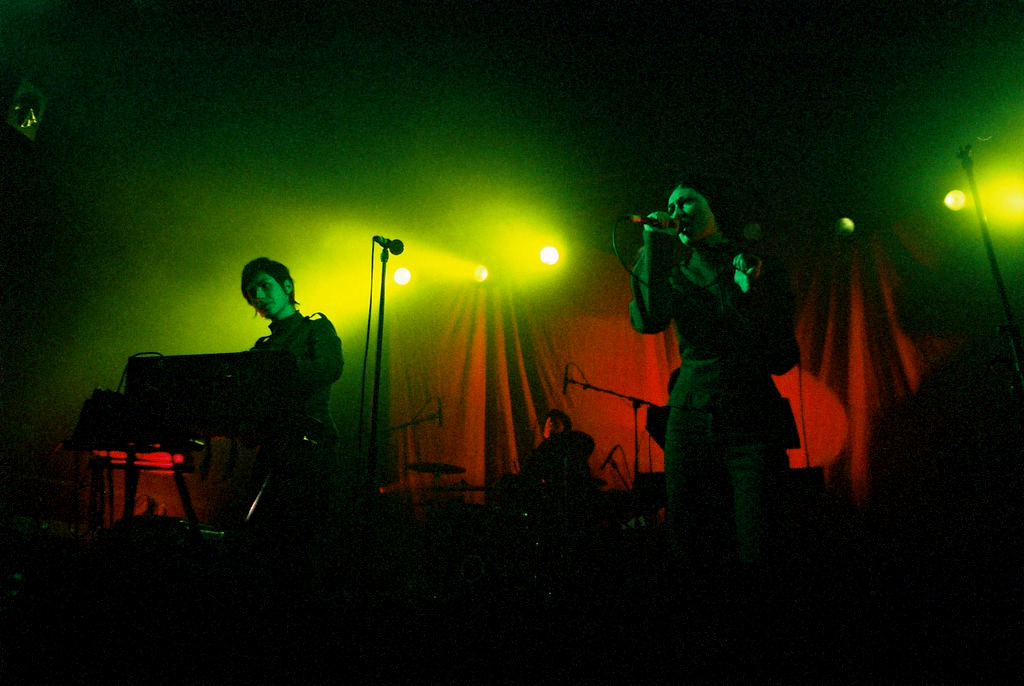
ロンドンにて (2003年)

2001年2月にデビューアルバム『604』をリリース。アメリカやヨーロッパ各国でも順々に発売され、評論家から軒並み高い評価を獲得（アルバムタイトルの意味について、ダニエルはカナダのブリティッシュコロンビア州のエリアコードであると答えている）。また同年10月にリリースされたヒューマン・リーグのカバーアルバム『Reproductions: Songs of The Human League』に参加し、"Open Your Heart"をカヴァー。
2001年から翌年にかけてリヴァプールとロサンゼルスで新作レコーディングを行い、2002年9月にセカンドアルバム『Light & Magic』をリリース。以前よりもダークかつヘヴィな音楽性にシフトし注目を集める。アルバムリリース後のツアーに1年以上を費やすなど、徐々にバンドは知名度を高めていく。2003年10月にコンピレーション・アルバム『Softcore Jukebox』をリリース。

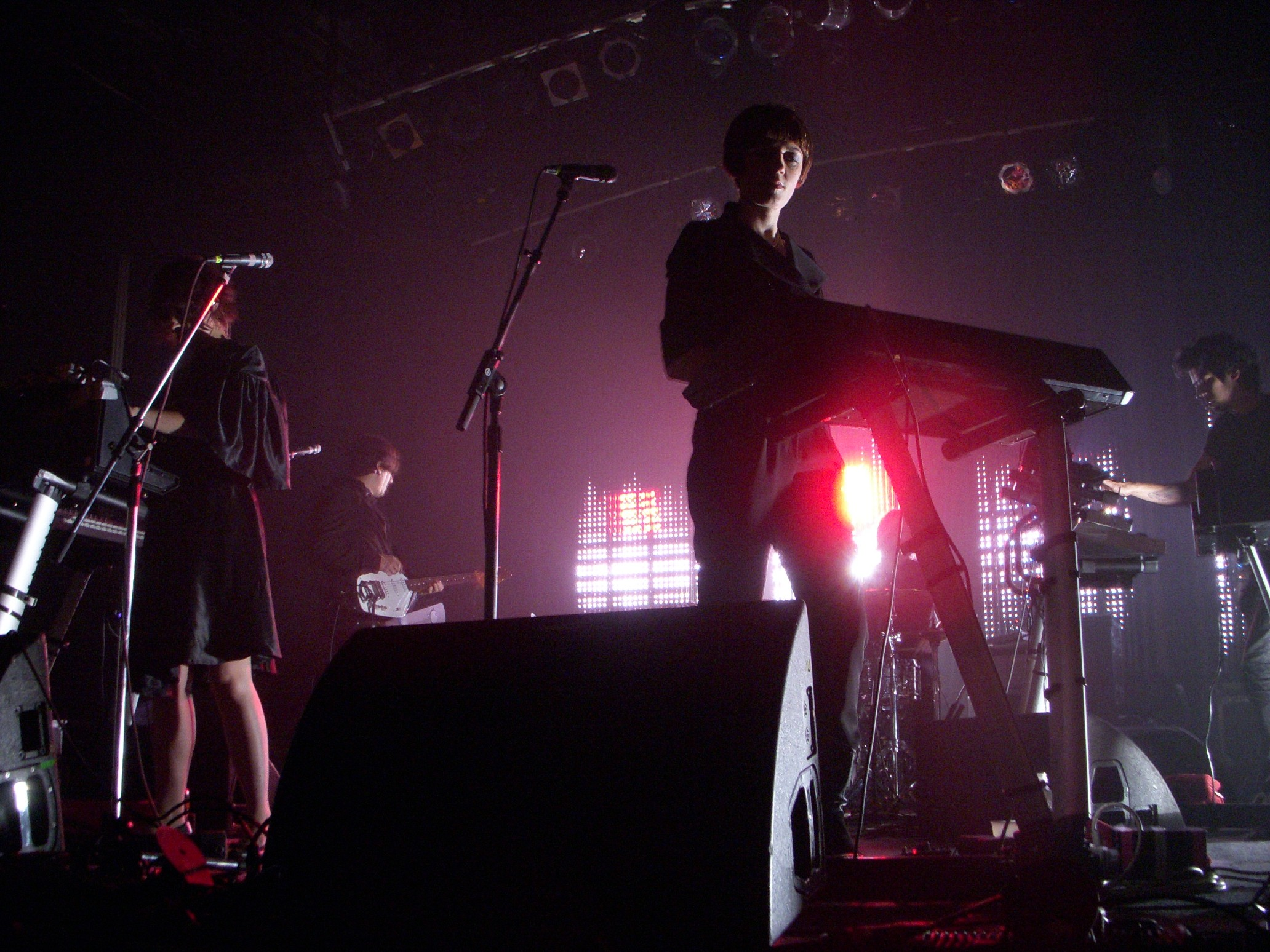
フィラデルフィアにて (2009年)

前作のアルバムツアー直後、早速メンバーは新作制作の計画に取り掛かる。2004年4月にはレコーディングが始まる予定だったが、所属レーベルとの契約問題により延期され、グループは改めてアイランド・レコードと契約。翌2005年10月にサードアルバム『Witching Hour』を発表。シューゲイザーやドリーム・ポップからの影響を前面に押し出し、新たな音響表現を示した本作は絶賛を浴びた。そして本作収録の"Destroy Everything You Touch"は映画やテレビゲームのテーマソングに使用され、バンドで最も有名な曲の一つとなるなど、バンドの評価を確固たるものにしていく。バンドは翌2年間をまるまる世界ツアーに費やし、ヨーロッパ各国や南北アメリカ大陸で精力的にライヴをこなしていく。2007年には、ヨーロッパで行われたナイン・インチ・ネイルズのライヴのオープニングアクトに、トレント・レズナーからの申し込みで抜擢された。
2008年6月に4枚目のアルバム『Velocifero』が発表された。インダストリアルからの影響が見られるヘヴィで攻撃的なサウンドがフィーチャーされた。また、TVゲーム『ザ・シムズ3』のサウンドトラックに"Rockfalls & Estuaries", "She Stepped Out of the Car", "Young Etruscians".の3曲を書き上げた。翌年、北米から世界ツアーを開始。またオーストラリアでは、ブライアン・イーノとシドニーのオペラハウスにて共演した。同年に初のライブ・アルバム『Live at London Astoria 16.07.08』をリリース。
2011年3月に初のベスト・アルバム『Best of 00–10』をリリースした（デラックス盤は2枚組）。同年9月に5枚目のアルバム『Gravity the Seducer』を発表。同年9月から12月にかけて南北アメリカ大陸と東南アジアを巡る世界ツアーを敢行した。

## 作品

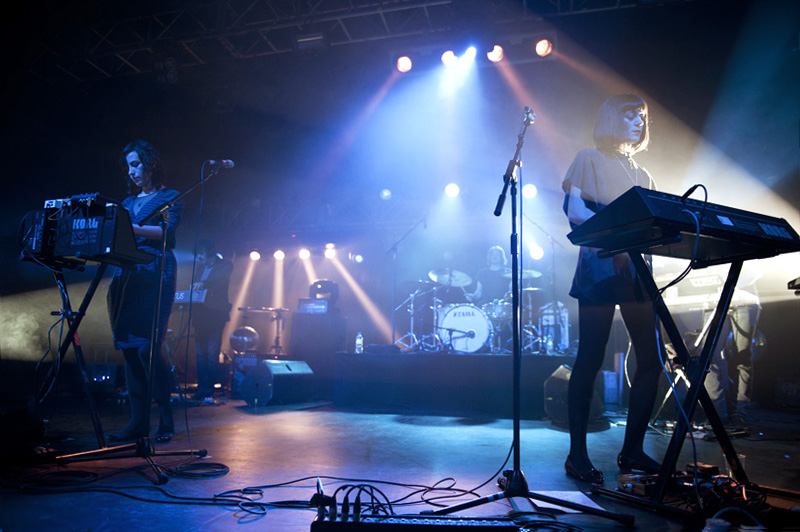
ロンドンにて (2011年)

### スタジオ・アルバム
- 604 (2001年2月6日)
- Light & Magic (2002年9月17日)
- Witching Hour (2005年10月3日)
- Velocifero (2008年5月19日)
- Gravity the Seducer (2011年9月12日)

### ライヴ・アルバム
- Live at London Astoria 16.07.08 (2009年)

### コンピレーション・アルバム
- Softcore Jukebox (2003年10月7日)
- Best of 00–10 (2011年3月28日)

### EP
- Miss Black and Her Friends (1999年12月)
- Commodore Rock (2000年6月)
- Mu-Tron EP (2000年10月)
- Extended Play (2006年4月11日)
- The Harmonium Sessions (2006年)
- Ace of Hz (2011年1月11日)

### シングル
- "He Took Her to a Movie" (1999年)
- "Playgirl" (2000年)
- "The Way That I Found You" (2001年)
- "Playgirl" (2001年 ※再発)
- "Seventeen" (2002年)
- "Blue Jean" (2003年)
- "Evil" (2003年)
- "Cracked LCD / USA vs. White Noise" (2003年)
- "Sugar" (2005年)
- "Destroy Everything You Touch" (2005年)
- "International Dateline" (2005年 ※プロモシングル)
- "Weekend" (2005年)
- "Soft Power" (2005年)
- "Ghosts" (2008年)
- "Runaway" (2008年)
- "Tomorrow" (2009年)
- "Ace of Hz" (2010年)
- "White Elephant" (2011年)
- "Mirage" (2011年)